# Isabelle Tokpanou
Isabelle Marie Ndjole Assouho (sinh ngày 27 tháng 11 năm 1936, tại Kribi) là một chính trị gia người Cameroon. Bà được bầu làm thượng nghị sĩ cho khu vực phía Đông  trong cuộc bầu cử thượng nghị sĩ đầu tiên được tổ chức vào ngày 14 tháng 4 năm 2013.
Là một giáo sư đại học, bà là chủ tịch hội đồng quản trị của Yaounde  và được thay thế bởi Aminatou Ahidjo vào ngày 29 tháng 6 năm 2016.
Trong năm năm, bà là Bộ trưởng Ngoại giao tại Bộ Giáo dục Quốc gia  (nay là Bộ Giáo dục Trung học). bà đã kết hôn và có 4 đứa con.

## Sự nghiệp đào tạo và chuyên nghiệp
Người có bằng tú tài năm 1957, Isabelle Tokpanou theo đuổi nghiên cứu sau đại học tại Pháp, nơi bà tốt nghiệp ngành Khoa học tự nhiên năm 1963, DEA về Sinh lý học động vật năm 1975 và Tiến sĩ Sinh lý học động vật năm 1978, tất cả đều lấy bằng Đại học Nhà thơ.
Năm 1963, bà bắt đầu sự nghiệp chuyên nghiệp giảng dạy các trường trung học ở Bénin, Bờ Biển Ngà và Pháp cho đến năm 1975, khi bà trở thành Trợ lý Sinh lý học Động vật tại Đại học Bénin, ngày nay là Đại học Lome  tại Togo.
Năm 1978, bà vào Đại học Yaounde và năm 1980, bà trở thành giảng viên của Khoa Khoa học. Sau đó, bà là chủ tịch Quốc hội trong mười (10) năm sau khi làm Bộ trưởng Ngoại giao tại Bộ Giáo dục.

## Con đường chính trị
Isabelle Tokpanou là một nhà hoạt động cho CPDM nơi bà là thành viên thay thế của ủy ban trung ương. Bà đã được bầu làm Thượng nghị sĩ của khu vực phía Đông tại cuộc bầu cử thượng nghị sĩ năm 2013 ở Cameroon.